# 霍爾斯 (密蘇里州)
霍爾斯（英語：Halls），又名伊夫林（Eveline），是位於美國密蘇里州布坎南縣的非建制地區。

## 歷史
霍爾斯的郵局於1866年設立，其後於1954年停運。

## 地理
霍爾斯所處的海拔為高於海平面245米（即804英呎），而該地所採用的時區為UTC-6，即北美中部時區（CST）。同時該地設有夏令時間，為UTC-6調快一小時，即UTC-5（CDT）。